# Charles-François Daubigny
Charles-François Daubigny (francosko [ʃaʁl fʁɑ̃swa dobiɲi]); * 15. februar 1817, Pariz, † 19. februar 1878, Pariz.
Bil je slikar barbizonske šole in velja za pomembnega predhodnika impresionizma.

## Življenjepis
Daubigny se je rodil v Parizu, v družini slikarjev, umetnosti pa sta ga učila njegov oče Edmond François Daubigny in njegov stric, miniaturist Pierre Daubigny.
Sprva je Daubigny slikal v tradicionalnem slogu, vendar se je to spremenilo po letu 1843, ko se je naselil v Barbizonu, da bi delal zunaj v naravi. Še pomembnejše je bilo njegovo srečanje s Camilleom Corotom leta 1852 v Optevozu (Isère). Na svojem znamenitem čolnu Botin, ki ga je spremenil v atelje, je slikal ob Seni in Oise, pogosto v regiji okoli Auversa. Od leta 1852 naprej je prišel pod vpliv Gustava Courbeta.
Leta 1866 je Daubigny obiskal Anglijo in se na koncu leta 1870 vrnil zaradi francosko-pruske vojne. V Londonu je spoznal Clauda Moneta in skupaj sta odšla na Nizozemsko. Ko se je vrnil v Auvers je spoznal Paula Cézanna, še enega pomembnega impresionista. Domneva se, da je na te mlajše slikarje vplival Daubigny.

## Slike
Njegova najbolj ambiciozna platna so Pomlad (1857), v Louvru, Borde de la Cure, Morvan (1864), Villerville sur Mer (1864), Mesečina (1865), Auvers-sur-Oise (1868) in Vrnitev jate (1878). Francoska vlada ga je odlikovala z redom legije časti.
Daubigny je umrl v Parizu. Njegovi posmrtni ostanki so na pokopališču Père-Lachaise (oddelek 24). Njegovi sledilci in učenci so bili njegov sin Karel (ki je tako dobro slikal, da se njegova dela občasno zamenjajo z očetovimi), Achille Oudinot, Hippolyte Camille Delpy, Albert Charpin in Pierre Emmanuel Damoye.

## Javne zbirke
Med javnimi zbirkami, ki hranijo dela Charles-Françoisa Daubignyja, so:
- Mesdag Collectie, Haag, Nizozemska
- Museum de Fundatie, Zwolle, Nizozemska
- Cincinnati Art Museum
- Rijksmuseum, Amsterdam
- Izraelski muzej, Jeruzalem

## V popularni kulturi
Življenje Daubignyja je bilo prilagojeno v grafičnem romanu belgijskega pisatelja stripov Bruna de Roovera in umetnika Luca Cromheeckeja. Pojavil se je pod naslovom De Tuin van Daubigny (Daubignyjev vrt), 2016).  

## Galerija
- Žetev, 1851
- Ribnik v Gylieu, 1853. Cincinnati Art Museum
- Les Sables-d'Olonne, obmorsko mesto v zahodni Franciji
- Čolni na morju ob Etaplesu, 1871
- Kmetija pri Kerityju, Bretanja